# Charlott Daudert
Charlott Daudert, eigentlich Charlotte Irma Martha Amalie Daudert, verheiratete Daudert-Burgess (* 27. Dezember 1913 in Königsberg, Ostpreußen; † 19. Januar 1961 in Monte Carlo, Monaco), war eine deutsche Schauspielerin.

## Leben
Die Tochter eines Arztes wuchs in Königsberg, Ostpreußen auf. Sie machte das Abitur und besuchte die Handelsschule, danach war sie Redakteurin einer Zeitung, wo sie als „Tante Charlotte“ den Kinderteil übernahm. Später arbeitete sie als Modezeichnerin. Durch Zufall kam sie an das Schauspielhaus in Königsberg, wo sie von Max Pallenberg entdeckt wurde. Daudert kam über Tilsit nach Berlin und trat in Werner Fincks Kabarett Die Katakombe auf. Ab 1934 bis zu ihrem Tod drehte sie 70 Filme. In der Filmkomödie von 1950 Die Nacht ohne Sünde spielte sie eine tragende Rolle als mondäne junge Frau. Sie stand 1944 in der Gottbegnadeten-Liste des Reichsministeriums für Volksaufklärung und Propaganda.
1960 wollte sie in Monte Carlo eine Künstlerpension eröffnen, starb aber bereits am 19. Januar 1961 im Alter von 47 Jahren an einer Blutkrankheit.
Ihre Mutter war Wilhelmine Daudert. Ihre Schwester ist Erika Pahlke geb. Daudert.
Es ist unklar, ob Charlotte Daudert-Burgess im Zeitpunkt ihres Todes noch mit dem britischen Staatsbürger George Nether Burgess verheiratet und durch diese Eheschließung britische Staatsbürgerin war.

## Filmografie (Auswahl)
- 1934: Die Czardasfürstin
- 1934: Da stimmt was nicht
- 1934: Frasquita
- 1934: Alte Kameraden
- 1935: April, April!
- 1935: Die klugen Frauen
- 1935: Der schüchterne Casanova
- 1937: Der Etappenhase
- 1937: Das Ehesanatorium
- 1938: Liebesbriefe aus dem Engadin
- 1939: Kitty und die Weltkonferenz
- 1939: Männer müssen so sein
- 1939: Die kluge Schwiegermutter
- 1939: Johannisfeuer
- 1939: Wir tanzen um die Welt
- 1939: Ihr erstes Erlebnis
- 1940: Meine Tochter lebt in Wien
- 1940: Liebesschule
- 1941: Venus vor Gericht
- 1942: Der Hochtourist
- 1943: Die große Nummer
- 1943: Besatzung Dora
- 1943: Der kleine Grenzverkehr
- 1943: Liebespremiere
- 1944/48: Frech und verliebt
- 1944: Ich hab’ von dir geträumt
- 1945: Der Mann im Sattel (UA: 2000)
- 1949: Geliebter Lügner
- 1950: Der Theodor im Fußballtor
- 1950: Die Nacht ohne Sünde
- 1950: Land der Sehnsucht
- 1951: 3 “Kavaliere”
- 1951: Der blaue Stern des Südens
- 1952: Klettermaxe
- 1952: Vater braucht eine Frau
- 1953: Heute nacht passiert’s
- 1953: Fräulein Casanova
- 1953: Vergiß die Liebe nicht
- 1954: Sanatorium total verrückt
- 1954: Conchita und der Ingenieur
- 1954: Hoheit lassen bitten
- 1956: Heidemelodie
- 1956: Uns gefällt die Welt
- 1957: Die Schönste
- 1958: Das gab’s nur einmal (als sie selbst)
- 1959: Unser Wunderland bei Nacht